# Kraftwerk Son Reus
Das Kraftwerk Son Reus (katalanisch Central Tèrmica de Son Reus, spanisch Central Térmica de Son Reus) ist ein Gas-und-Dampf-Kombikraftwerk auf der Baleareninsel Mallorca.

## Beschreibung
Der Bau der Anlage in Palma rund 8 Kilometer nördlich vom Stadtzentrum im Ortsteil Son Reus begann im Jahr 2000 und wurde in drei Abschnitten errichtet. 2005 war der Bau abgeschlossen und ging ans Netz.
Die erste Gruppe besteht aus vier einzelnen Gasturbinen von General Electric, Typ 6B, mit je 36 MW, die nicht im Verbund betrieben werden.
Die erste GuD-Gruppe wurde mit drei Gasturbinen Alstom Typ GT8C  mit je 52,5 MW und eine Dampfturbine Alstom Typ TC854MV122 mit 75 MW installiert und wurde 2001 in Betrieb genommen.
2005 wurde eine zweite GuD-Anlage mit zwei Gasturbinen General Electric Typ 6FA mit je 75 MW und einer Dampfturbine Siemens ST5 mit 75 MW in Betrieb genommen. Hinter den Gasturbinen verwendet Son Reus NEM Abhitzekessel und HRSG horizontale Zweidruckkessel mit Naturumlauf. Die Hochdruckseite arbeitet bei 89 bar und 540 °C. Die Niederdruckseite arbeitet bei 8 bar und 240 °C.
Bis zur Eröffnung der Erdgaspipeline Península–Illes Balears im Jahr 2010 wurde das Kraftwerk mit Heizöl betrieben.
Derzeit hat das Kraftwerk eine installierte Gesamtleistung von 601,5 MW und kann sowohl mit Erdgas als Hauptbrennstoff oder auch alternativ mit Dieselkraftstoff betrieben werden. Vorrangig wird dieses Kraftwerk im Mittellastbereich und bei Bedarf im Bereich des Spitzenstroms betrieben. Betreiber ist das spanische Energieunternehmen GESA-Endesa.